# Wielki rok
Wielki rok (ang. The Big Year) – amerykańska komedia z 2011 roku oparta na scenariuszu Howarda Franklina i reżyserii Davida Frankela. W filmie występują Steve Martin, Jack Black, Owen Wilson, Jim Parsons, Rashida Jones, Anjelica Huston, Dianne Wiest, JoBeth Williams, Brian Dennehy, Rosamund Pike i Tim Blake Nelson.
Światowa premiera filmu odbyła się 14 października 2011 roku w Stanach Zjednoczonych, a miesiąc później 14 listopada 2011 roku w Wielkiej Brytanii. W Polsce premiera filmu odbyła się 22 czerwca 2012 roku.

## Opis fabuły
Programista komputerowy Brad Harris (Jack Black) dowiaduje się, że jego była żona ma zamiar po raz drugi wyjść za mąż. Aby o tym nie myśleć, postanawia wziąć udział w organizowanym w USA corocznym konkursie dla ornitologów amatorów. Zwycięży ten, który odnajdzie jak najwięcej rzadkich gatunków ptaków. W rywalizacji chcą też uczestniczyć znudzony pracą dekarz Kenny Bostick (Owen Wilson) i Stu Preissler (Steve Martin), biznesmen, który wybiera się na emeryturę. Mężczyznom tak zależy na wygranej, że nie zawsze grają fair.

## Obsada
- Steve Martin jako Stu Preissler
- Jack Black jako Brad Harris
- Owen Wilson jako Kenny Bostick
- Rashida Jones jako Ellie
- Anjelica Huston jako Annie Auklet
- Jim Parsons jako Crane
- Rosamund Pike jako Jessica
- JoBeth Williams jako Edith Preissler
- Brian Dennehy jako Raymond Harris
- Dianne Wiest jako Brenda Harris
- Anthony Anderson jako Bill Clemens
- Tim Blake Nelson jako Phil
- Joel McHale jako Barry Loomis
- Calum Worthy jako Colin Debs
- Veena Sood jako pielęgniarka Katie
- Corbin Bernsen jako Gil Gordon
- Stacey Scowley jako Vicki
- Jesse Moss jako Jack Lusas
- Kevin Pollak jako Jim Gittelson
- Barry Shabaka Henley jako doktor Neil Kramer

i inni